# Angrebet – Omars vej til Krudttønden
Angrebet – Omars vej til Krudttønden er en dansk dokumentarfilm fra 2020 instrueret af Nils Giversen.

## Handling
I 2015 angreb den unge mand Omar el-Hussein med skydevåben kulturhuset Krudttønden og den jødiske synagoge i København og dræbte derved to personer og sårede flere. Dokumentarfilmen udreder i to afsnit gennem interviews, arkivbilleder, rekonstruktioner og overvågningsvideoer hvad der skete og Omars baggrund for at begå forbrydelsen. Samtidig diskuteres PET’s indsats med hensyn til at forebygge dette terrorangreb.